# Pachnoda spinipennis
Pachnoda spinipennis är en skalbaggsart som beskrevs av Moser 1914. Pachnoda spinipennis ingår i släktet Pachnoda och familjen Cetoniidae. Inga underarter finns listade i Catalogue of Life.